# Naturschutzgebiet Sellenbruch
Das Naturschutzgebiet Sellenbruch ist ein 17 ha großes Naturschutzgebiet (NSG) südlich vom Dorf Silberg im Gemeindegebiet von Kirchhundem im Kreis Olpe in Nordrhein-Westfalen. 1942 und 2004 hat die Bezirksregierung Arnsberg das Gebiet per Verordnung als NSG ausgewiesen. Bei der Ausweisung 1942 handelt es sich um eine der ersten NSG-Ausweisungen in Westfalen. Teile des NSG sind seit 2004 auch als FFH-Gebiet Dollenbruch, Sellenbruch und Silberbachoberlauf (DE-4914-302) mit 41 ha Flächengröße ausgewiesen. Weitere Teile des FFH-Gebietes befinden sich im Naturschutzgebiet Dollenbruch.

## Gebietsbeschreibung
Bei dem NSG handelt es sich um einen bedeutsamen Birken-Moorwald und Erlen-Auenwald. Ferner gibt es naturnahe torfmoosreiche Quellbereiche und Bachläufe. Der Königsfarn hat im NSG sein größtes Vorkommen im Süderbergland.